# Barker Ten Mile
Barker Ten Mile è un census-designated place (CDP) degli Stati Uniti d'America, situato nello stato della Carolina del Nord, nella contea di Robeson. Secondo il censimento del 2020 gli abitanti di Barker Ten Mile ammontavano a 937.